# 石野陽子
石野陽子（日语：／ Ishino Yōko，1968年2月20日—），日本女演員、喜劇演員。本名相同，現用藝名：。出身於兵庫縣。甲子園學院中學校·高等學校→堀越高等學校畢業。GRANDSLAM所屬。身高165cm。AB型血。胞姊石野真子為演員、歌手。胞妹寶乃純為演員、藝人（舊藝名：石野敦子）。

## 來歷
1985年作為偶像歌手發行單曲《Teddy Boy Blues》在演藝界出道（同期的有本田美奈子、森川美穗、中山美穗、南野陽子、齊藤由貴、井森美幸）。
自從出道以來，就一直被視作「偶像石野真子的妹妹」受到關注（而出道歌曲《Teddy Boy Blues》作詞、作曲是由殼野雅勇和芹澤廣明搭檔擔當）。
她為人熟知的是主演電視劇《水手服通》，之後在綜藝節目《志村大爆笑》作為綜藝節目藝人跟搞笑藝人志村健搭檔而受到歡迎。此外她跟志村健的生日都是在同一天（2月20日），因而在那段時期跟志村健傳出緋聞。
於非戲院首映影集《難波帝王》系列也成為熟悉面孔。

## 人物
特長花式溜冰。
2019年7月29日於綜藝節目《人生百態超級會議》公開證實已經和小她一歲的男性結婚。

## 演出

### 電視劇
富士電視網
- 富士電視台
  - 週一電視劇園地（日语：月曜ドラマランド）
    - 轉學生！我是她，她是我（日语：おれがあいつであいつがおれで）（1985年8月19日）[1]
      - 轉學生！我是她，她是我2（1986年4月21日）

  - 水手服戀愛教室 愛的課堂A！B!! C!?（1986年1月6日）
  - 荒野中的電視人（日语：荒野のテレビマン）（1987年）
  - !! 5「一般職OL悲哀」（1993年）
  - 闇殺意 誰言 函館旅情（2003年）
  - 週五PRESTIGE（日语：金曜プレステージ）
    - 「檢事霞夕子（日语：検事・霞夕子）2 豪無關系的死亡」（2011年9月2日）－安川初音
    - 「3」（2014年2月14日）－磯沼喜代子

  - 鴨去京都 第3話（2012年4月23日）－大場夏美

- 關西電視台
  - 裸之大將（日语：裸の大将放浪記） 第43話「清」（1990年）

- 東海電視台
  - 冬之輪舞（日语：冬の輪舞）（2005年1月6日－4月1日）－水島靜子
  - （2008年9月29日－12月26日）－加賀見映子
  - 櫻花殉情（日语：さくら心中）（2011年1月5日－4月8日）－秀富士
  - 紅線之女（日语：赤い糸の女）（2012年9月3日－11月2日）－赤木豐子
  - 暴風雨的眼淚 ～我們還有明天～（日语：嵐の涙〜私たちに明日はある〜）（2016年2月1日－3月31日）－花井照
  - 父與子的旅程（日语：父と子の旅路）（2018年2月3日－3月24日）－淺利由美子

TBS
- 水手服通（日语：セーラー服通り）（1986年1月10日－3月28日）－紺野冬美〈主演〉[1]
- 電視劇30
  - 生活（1996年6月－7月，中部日本放送） 主演
  - （2002年4月1日－5月24日，每日放送）－佐伯妙子〈主演〉
  - （2006年，每日放送）－田丸愛子（華夏）
- 粗茶新沏也香（日语：番茶も出花）（1997年10月2日－1998年3月26日）－奈奈
- 稅務調查官窗際太郎事件簿（日语：税務調査官・窓際太郎の事件簿） 正遺言相教！太郎政界入神（1999年6月21日）－加藤伸子
- 週一連續劇特集（日语：月曜ドラマスペシャル）
  - 「影子的季節（日语：陰の季節）」（2000年5月1日）
  - 「萬引G-MEN 二階堂雪（日语：万引きGメン・二階堂雪） 逆恨」（2001年4月9日）－新井奈津子
- 這裡是本池上署（日语：こちら本池上署）（2004年）－嶋村昭子
- 君光 子供教（2006年12月4日）－淺田啓子
- 愛的劇場（日语：愛の劇場） 愛之歌！（日语：愛のうた!）（2007年10月29日－12月28日）－宇喜田禮子
- 週一GOLDEN（日语：月曜ゴールデン）
  - 「淺見光彥系列（日语：浅見光彦シリーズ (TBSのテレビドラマ)）24 津和野殺人事件」（2008年9月29日）－樋口久美
  - 「美食攝影師星井裕的事件簿（日语：美食カメラマン 星井裕の事件簿）2」（2011年4月25日）－北條葵
- 這本推理小說真厲害 來自暢銷作家的挑戰書（日语：このミステリーがすごい! ベストセラー作家からの挑戦状）（2014年12月29日）－吉川香苗
- 反轉（2017年4月14日－6月16日）－越智浩子
- UNNATURAL 第1話（2018年1月12日）－敷島直美
- 石子與羽男：這種事能告嗎？ 第9話（2022年9月9日）－大庭香代子

朝日電視台
- 動物的夢想樂園（日语：どうぶつ通り夢ランド）（1986年－1987年）
- 第5話「美少女俺！」（1987年）－鷲尾茜
- 新空港物語（日语：新空港物語）（1994年1月6日－3月17日）
- 週六WIDE劇場（日语：土曜ワイド劇場）
  - 「地底生男」（1990年7月21日）－順子
  - 「混浴露天風呂連續殺人（日语：混浴露天風呂連続殺人）15 那須高原消失美人舞者的秘密」（1995年11月18日，朝日放送）－中原由美子
  - 「棟居刑事的戀愛關係（日语：棟居刑事シリーズ#佐藤浩市版）」（1996年3月30日）－松葉繪里子
  - 「終點站之牛尾刑事VVS事件記者冴子 森村誠一的完美犯罪之使者」（2010年12月18日）－長井真美子
  - 「律師森江春策的事件（日语：弁護士・森江春策の事件）3 透明人的完美犯罪!!」（2011年10月29日）－長谷川潤子
  - 「內田康夫懸疑劇場福原警部（日语：内田康夫サスペンス・福原警部）4」（2012年4月14日）－松井悅子
  - 「25 鹿島指宿 ～旅行連殺人!!」（2013年5月4日）－泉幸子
  - 「法醫學教室之事件簿（日语：法医学教室の事件ファイル）37 舞降美女死復殺人?」（2013年11月9日）－大原冬美
  - 「西村京太郎旅遊推理（日语：西村京太郎トラベルミステリー#テレビ朝日・東映版）62 台特急&連殺人」（2014年7月12日）－小野木由美
  - 「鐵道搜査官（日语：鉄道捜査官）15 死呼旅行!? 終炎上名謎!!」（2015年4月4日）－篠崎昌子
  - 「京都南署鑑識簿（日语：京都南署鑑識ファイル）9 仕組療殺人謎!! 身長差10cm犯人完全犯罪!?」（2015年6月20日）－桐生由利子
  - 「溫泉(秘)大作戰（日语：温泉 (秘) 大作戦）18 世界自然遺知床半島！沈夕陽天道、大自然秘湯!!」（2016年8月13日）－高橋陽子
- 漂泊刑事旅情篇VII（日语：さすらい刑事旅情編#さすらい刑事旅情編VII） 第12話「四逃避行·女」（1995年）
- 羅煞之家（日语：凄絶!嫁姑戦争 羅刹の家）（1998年4月9日－6月25日）－水野彌生
- 無賴刑事純情派XII（日语：はぐれ刑事純情派#はぐれ刑事純情派XII） 第24話「1分間不倫!? 三度襲女！」（1999年）－和田真知子
- 暴坊將軍XI 春季特集（2001年－2004年）－御杏
- 京都迷宮案內（日语：京都迷宮案内）4「喪服女·連香典泥棒秘謎！」（2002年2月28日）－山本雅
- 相棒8 元日SP！（2010年1月1日）－芝木美都代
- 科搜研之女 第13系列 第6話（2013年11月21日）－冴島理佐
- 週日WIDE（日语：日曜ワイド） 「再搜査刑事片岡悠介（日语：再捜査刑事・片岡悠介）10」（2017年7月2日）－北林麻彌子
- 小荳荳！（2017年10月2日－12月22日）－佐佐木八重
- 週日PRIME（日语：日曜プライム） 「終點站系列（日语：終着駅シリーズ）32」（2018年4月22日）－下城加奈子
- 刑警ZERO 第2話（2019年1月17日）－圓城明日香

NHK系列
- NHK
  - 連續電視小說
    - 和子的金牌（1989年10月2日－1990年3月31日）－深見圭子
    - 開朗家族（日语：てるてる家族）（2003年9月29日－2004年3月27日）－稻本榮子[1]
    - 別嬪小姐（2016年10月3日－2017年4月1日）－村田琴子[1]
    - 小女侍（2020年度11月30日－）－富川菊[5]

  - 飛翔夢學園（日语：FLY 航空学園グラフィティ）（2000年）
  - 爺爺（日语：ジイジ〜孫といた夏）（2004年8月16日－9月6日、2005年7月－（全5回））－坂本美鈴
  - 週四時代劇（日语：土曜時代劇 (NHK)） 銀二貫（日语：銀二貫#テレビドラマ）（2014年4月10日－6月5日）－御里

- NHK-BS
  - 當我還是個孩子的時候（日语：わたしが子どもだったころ (テレビ番組)） 大林素子篇（2010年1月13日，NHK BShi／再放送：2010年2月7日，NHK綜合）－大林素子的母親〈弘子〉

- NHK BS Premium
  - 鴨川食堂 第6話（2016年2月14日）－橫峯悠子

日本電視網
- 日本電視台
  - 小心用火（日语：火の用心）（1990年7月7日－9月29日）
  - 週二懸疑劇場
    - 「刑警鬼貫八郎（日语：刑事・鬼貫八郎）7 憎惡的化石」（1997年）
    - 「責任律師5（日语：当番弁護士 (テレビドラマ)）」（1998年）
    - 「追蹤4（日语：追跡 (火曜サスペンス劇場)）」（1998年）
    - 「監察女醫室生亞季子28（日语：監察医・室生亜季子）」（2000年）
    - 「小京都推理（日语：小京都ミステリー）29」（2001年）－加藤奈奈子
    - 婦產科醫生 南雲彩子 「{{lang|ja|産む女、産まない女」（2003年）
    - 「偵訊室（日语：取調室 (テレビドラマ)）」 第19作「」（2003年）－長谷部真矢

  - 夜逃屋本舖（日语：夜逃げ屋本舗）（1999年） 第6話嘉賓
  - 致命一夜情（日语：彼女が死んじゃった。）（2004年）
  - 百鬼夜行抄（2007年）
  - 傍聽狂09 ～裁判長！這案子判刑4年，如何？～（日语：裁判長!ここは懲役4年でどうすか）（2009年10月22日）－被告人的妻子
  - 週五ROAD SHOW！（日语：金曜ロードSHOW!）特別電視劇「彼岸花 ～女性犯罪搜查檔案」（2014年10月24日）－井上麻弓

- 讀賣電視台
  - 惡女（1992年）
  - 讀賣電視台開台55週年紀念電視劇 怪物（日语：怪物 (福田和代)#テレビドラマ）（2013年6月27日）－山本雪子
  - 青春偵探晴也 ～不容許大人的作惡～ 第8話（2015年12月3日）－富田令子

東京電視網
- 東京電視台
  - 女性的愛與神祕（日语：女と愛とミステリー）（與BS JAPAN共同）
    - 「篝警部補之事件簿（日语：篝警部補の事件簿）」（2003年）
    - 「搜査檢事近松茂道（日语：捜査検事・近松茂道）3」（2004年）－早坂奈津美

  - 週三推理9（日语：水曜ミステリー9）
    - 「旅行作家茶屋次郎（日语：旅行作家・茶屋次郎）9 笛吹川連續殺人事件」（2011年11月30日）－柴田美鈴

  - 牙狼〈GARO〉 ～魔戒閃騎～ 第12話（2011年12月22日）－星川敏子
  - 特別電視劇 「老人之家「快樂之路」愉快朋友們的事件簿（日语：老人ホーム「ハッピー・ロード」愉快な仲間たちの事件簿）」（2016年9月11日）－矢吹惠
  - 孤獨的美食家Season7 第2話（2018年4月14日）－女將
  - Hi-posi 1986年，第二次的青春。（日语：ハイポジ (漫画)#テレビドラマ）（2020年1月11日－3月28日，大阪電視台、BS東視）－天野幸子[6]
- 警視廳強行犯係樋口顯 最終話（2021年2月19日）－瀧澤幸惠

WOWOW
- 驚慄都市（日语：都市伝説セピア）「死者戀」（2009年7月26日）－三崎忍
- 沒有鑰匙的夢 第4夜「仁志野町的小偷」（2013年9月22日）－美智留的母親

### 非戲院首映
- 搞笑魔嬰（日语：てやんでいBaby）（1996年）
- 難波帝王（日语：難波金融伝・ミナミの帝王#テレビドラマ）13 「詐欺師潰」（1996年）
- 難波帝王14 「銃復」（1997年）
- 難波帝王15 「堕女」（1998年）
- 難波帝王16 「偽結婚」（1995年）
- 難波帝王17 「劇場版VII·先物取引蟻地獄」（1996年）
- 難波帝王18 「劇場版VIII·詐欺師運命」（1996年）
- 難波帝王19 「劇場版IX·保金領」（1997年）
- 難波帝王20 「劇場版X·待女」（1997年）
- 難波帝王21 「劇場版·…追」（1995年）
- 難波帝王22 「特別編 密約」（1996年）
- 難波帝王23 「長編版1～5」（1997年）
- 難波帝王24 「嘆」（1998年）
- 難波帝王25 「消傷跡」（1999年）
- 難波帝王26 「劇場版XI·追憶」（1998年）
- 難波帝王27 「劇場版XII·逆相」（1998年）
- 難波帝王28 「破金融屋殺」（1999年）
- 難波帝王29 「金融」（1999年）
- 難波帝王30 「明罠」（1999年）
- 難波帝王31 「劇場版XIII·代償」（1999年）
- 難波帝王32 「劇場版XIV·借金極道」（1999年）
- 難波帝王33 「劇場版XV·商工 -保人落穴」（2000年）
- 難波帝王34 「身代金」（2000年）
- No.1 再建屋（2000年）－北斗南

### 綜藝節目
富士電視台
- 志村健的笨蛋殿下（日语：志村けんのバカ殿様）
- 志村大爆笑（直譯志村健的沒問題吧）（1987年－1992年12月7日）[1]
- 志村健覺得怎麼樣（日语：志村けんはいかがでしょう）
- All Night Fuji（日语：オールナイトフジ）
- 骰子談話（日语：ライオンのごきげんよう）（1998年8月）

TBS
- 東京黃頁（日语：東京イエローページ）
- 秋刀魚的機關TV（日语：さんまのSUPERからくりTV）（1992年9月27日）
- 關口宏的東京友好樂園II（日语：関口宏の東京フレンドパーク）（1993年8月9日「姊姊真子與來園」、1998年5月4日「森口博子與來園」）
- 日立 發現世界不可思議的地方！（日语：日立 世界・ふしぎ発見!）（不定期）
- 小內小南的心情很好（日语：ウンナンの気分は上々）（1998年）
- 特搜！藝能警察學堂（日语：特捜!芸能ポリスくん）（1998年5月20日）

其它電視台
- （朝日電視台）

等多數

### 電影
- 首都消失（1987年）－松永美惠子
- （1987年）
- 想見瑪莉琳（日语：マリリンに逢いたい）（1988年）－杏子
- 搏命擒賊（日语：行き止まりの挽歌）（1988年）－澤野未來
- 氣球（1990年）－女客
- 夜逃屋本舖（日语：夜逃げ屋本舗）（1992年）－藤堂綾乃
- 哥吉拉vs戴斯特洛伊亞（1995年）－山根由香里
- 地震（1997年）
- 義務與演技（1998年）
- 元氣神明（1998年）－坂口由紀
- DRUG（日语：DRUG）（2001年）
- 無辜的七個（日语：七人の弔）（2005年）－橋本染子
- 棲木藍調（日语：止まり木ブルース）系列
- 草莓鬆餅（日语：strawberry shortcakes）（2005年）
- 殺人軍團
- 早開的花（日语：早咲きの花）（2006年）－植松妙子
- 夕陽下的少女（日语：夕映え少女 (映画)）（試映電影）（2008年）
- 次郎長三國志（日语：次郎長三国志）（2008年）－御橘
- 壘球少年（日语：ソフトボーイ）（2010年）－鬼塚的母親
- Heart Beat（2012年）
- 對不起，嚇到你 異形～「換房間」（2012年）－桃華的母親

### 網路電視劇
- 最後（2018年，BomBomTV）

### 舞台
- 劇團Naughtyboys （页面存档备份，存于）『裏★HAPPY』（2003年）
- 劇團DAN DAN BUENO （页面存档备份，存于）『好人』（2004年）
- 志村魂（日语：志村魂）7（2012年）
- 久澤牛乳Presents『A HALF CENTURY BOY』（2012年）
- 志村魂8（2013年）
- 惡名（日语：悪名）（2014年）－阿絹
  - 惡名 The Badboys Return！（2016年）[7]

### 廣告
- Vistak（日本電氣Home Electronics（日语：日本電気ホームエレクトロニクス））
- （森永製菓，1986年）
- （山之內製藥（日语：山之内製薬），1986年）
- YunkerEC（佐藤製藥（日语：佐藤製薬），1990年）[注 2]

### 遊戲
- Teddy Boy Blues（日语：テディーボーイ・ブルース）（SEGA，1985年）－街機遊戲

## 音樂活動

### 單曲
| #                                    | 發行日期                             | 單曲名稱（日文名稱）                 | B面                                  | 規格                                 | 規格編號                             |
| 德間日本／日本唱片 （石野陽子 名義） | 德間日本／日本唱片 （石野陽子 名義） | 德間日本／日本唱片 （石野陽子 名義） | 德間日本／日本唱片 （石野陽子 名義） | 德間日本／日本唱片 （石野陽子 名義） | 德間日本／日本唱片 （石野陽子 名義） |
| ------------------------------------ | ------------------------------------ | ------------------------------------ | ------------------------------------ | ------------------------------------ | ------------------------------------ |
| 1st                                  | 1985年4月25日                        | Teddy Boy Blues（）                  |                                      | EP                                   | 7JAS-28                              |
| 2nd                                  | 1985年8月25日                        | 雨通                                 | 涙                                   | EP                                   | 7JAS-39                              |
| 3rd                                  | 1985年11月25日                       |                                      | 天使                                 | EP                                   | 7JAS-50                              |
| 4th                                  | 1986年5月25日                        |                                      | KISS                                 | EP                                   | 7JAS-63                              |
| 5th                                  | 1987年7月25日                        | 失夏                                 | 係                                   | EP                                   | 7JAS-85                              |
| 6th                                  | 1988年5月25日                        | 神                                   | 五月雨涙                             | EP                                   | 7JAS-103                             |
| 6th                                  | 1988年5月25日                        | 神                                   | 五月雨涙                             | 8cmCD                                | 10JC-295                             |
| 7th                                  | 1989年6月25日                        | KISS待 -MY WORLD-                    | 鍵                                   | EP                                   | PS-203                               |
| 7th                                  | 1989年6月25日                        | KISS待 -MY WORLD-                    | 鍵                                   | 8cmCD                                | 10JC-432                             |

### 專輯

#### 原創專輯
| #                                    | 發行日期                             | 專輯名稱                             | 規格                                 | 規格編號                             |
| 德間日本／日本唱片 （石野陽子 名義） | 德間日本／日本唱片 （石野陽子 名義） | 德間日本／日本唱片 （石野陽子 名義） | 德間日本／日本唱片 （石野陽子 名義） | 德間日本／日本唱片 （石野陽子 名義） |
| ------------------------------------ | ------------------------------------ | ------------------------------------ | ------------------------------------ | ------------------------------------ |
| 1st                                  | 1985年6月25日                        | Boys & Girls                         | LP                                   | 28JAL-3012                           |
| 1st                                  | 1985年6月25日                        | Boys & Girls                         | CT                                   | 28J-2012                             |
| 1st                                  | 1985年6月25日                        | Boys & Girls                         | CD                                   | 32JC-128                             |

#### 迷你形象專輯
| #                                    | 發行日期                             | 專輯名稱                             | 規格                                 | 規格編號                             |
| 德間日本／日本唱片 （石野陽子 名義） | 德間日本／日本唱片 （石野陽子 名義） | 德間日本／日本唱片 （石野陽子 名義） | 德間日本／日本唱片 （石野陽子 名義） | 德間日本／日本唱片 （石野陽子 名義） |
| ------------------------------------ | ------------------------------------ | ------------------------------------ | ------------------------------------ | ------------------------------------ |
| 1st                                  | 1985年12月21日                       |                                      | LP                                   | 22JAL-3033                           |

#### 精選專輯
| #                                    | 發行日期                             | 專輯名稱                             | 規格                                 | 規格編號                             |
| 德間日本／日本唱片 （石野陽子 名義） | 德間日本／日本唱片 （石野陽子 名義） | 德間日本／日本唱片 （石野陽子 名義） | 德間日本／日本唱片 （石野陽子 名義） | 德間日本／日本唱片 （石野陽子 名義） |
| ------------------------------------ | ------------------------------------ | ------------------------------------ | ------------------------------------ | ------------------------------------ |
| 1st                                  | 1986年6月25日                        | ALL THAT YOHKO                       | LP                                   | 28JAL-3055                           |
| 1st                                  | 1986年6月25日                        | ALL THAT YOHKO                       | CD                                   | 32JC-160                             |
| 2nd                                  | 1986年10月25日                       | YOHKO INDEX                          | CD                                   | 27JC-175/6                           |
| 3rd                                  | 1989年6月25日                        | ALL THAT YOHKO KISS待 -MY WORLD-     | CD                                   | 32JC-435                             |
| 4th                                  | 2004年12月22日                       | GOLDEN☆BEST 石野陽子                 | CD                                   | TKCA-72795                           |

### 商業搭配
| 曲名              | 商業搭配                           | 收錄作品                  |
| ----------------- | ---------------------------------- | ------------------------- |
|                   | SEGA《Teddy Boy Blues》形象歌曲    | 單曲「」                  |
| KISS待 -MY WORLD- | 富士電視台《志村大爆笑》片尾主題曲 | 單曲「KISS待 -MY WORLD-」 |

## 腳註

## 外部連結
- GRANDSLAM官方網站的公開資料 （页面存档备份，存于） （日語）
- https://www.vip-times.co.jp/?talent_id=W93-0306 （页面存档备份，存于） （日語）
- （日語）
- https://www2.nhk.or.jp/archives/jinbutsu/detail.cgi?das_id=D0009071068_00000 （页面存档备份，存于） （日語）－NHK人物錄（日语：NHK人物録）